# Nephrotoma subinanis
Nephrotoma subinanis är en tvåvingeart som beskrevs av Alexander 1956. Nephrotoma subinanis ingår i släktet Nephrotoma och familjen storharkrankar.
Artens utbredningsområde är Rwanda. Inga underarter finns listade i Catalogue of Life.